# عماد النحاس
عماد النحاس (عربی: عماد النحاس؛ زادهٔ ۱۵ فوریهٔ ۱۹۷۶) یک بازیکن فوتبال اهل مصر است.

## باشگاهی
از باشگاه‌هایی که در آن بازی کرده‌است می‌توان به باشگاه ورزشی اسماعیلی، باشگاه ورزشی الاهلی مصر، باشگاه فوتبال النصر عربستان سعودی، اشاره کرد.

## تیم ملی
وی همچنین در تیم ملی فوتبال مصر بازی کرده است.